# Francesco d'Orléans
Francesco d'Orléans, principe di Joinville (Neuilly-sur-Seine, 14 agosto 1818 – Parigi, 16 giugno 1900), è stato un nobile, militare e politico francese.

## Famiglia
Il Principe di Joinville è figlio di Luigi Filippo d'Orléans (1773-1850), al tempo della sua nascita duca di Chartres, e della principessa Maria Amalia di Borbone-Due Sicilie (1782-1866).

I suoi nonni paterni sono il duca Luigi Filippo II di Borbone-Orléans e la duchessa Luisa Maria Adelaide di Borbone; quelli materni Ferdinando I, re del Regno delle Due Sicilie e la sua consorte Maria Carolina d'Asburgo-Lorena, nata arciduchessa d'Austria.
Nel 1830 suo padre diviene re di Francia con il nome di Luigi Filippo I.
Nel 1843 sposa Francesca di Braganza (1824-1898), principessa del Brasile e del Portogallo, figlia di Pietro I del Brasile.
Al momento del matrimonio il territorio dove oggi si trova la città brasiliana di Joinville, così denominata in onore al Principe, costituisce parte della dote della principessa.
Dall'unione nascono tre figli:
- Francesca Maria d'Orléans (1844-1925), che sposa nel 1863 Roberto d'Orléans (1840-1910), duca di Chartres.
- Pietro d'Orléans (1845-1919)[3], duca di Penthièvre.
- Maria Leopoldina (nata e morta nel 1849)

## Biografia

### Studi, carriera militare e primi viaggi
Il principe di Joinville, nato nel 1818, frequenta inizialmente con successo il collegio parigino "Enrico IV" per poi entrare, sia per obbedire agli ordine del Re sia per seguire le proprie inclinazioni, nella Marina francese.
All'età di 13 anni, dopo aver passato i primi esami a Brest, inizia l'apprendistato in Marina. Nel maggio del 1831, s'imbarca a Tolone come aspirante di seconda classe sulla fregata l'Arthémise e comincia a navigare per le coste francesi, raggiungendo poi la Corsica, Livorno, Napoli, Algeri, dove viene sottoposto a tutte le prove normalmente previste dall'Ecole navale.
Nell'agosto del 1834, il principe di Joinville supera altri esami a Brest e viene ammesso come allievo di prima classe. Subito dopo s'imbarca a Lorient sulla fregata la Sirène, con la quale raggiunge Lisbona e le Azzorre.
Il 25 maggio 1835, s'imbarca, in qualità di luogotenente di fregata, su la Didon e visita i grandi stabilimenti marittimi britannici di Portsmouth e di Cork.
L'anno successivo, in qualità di luogotenente di vascello, è in missione nei mari del Levante, a bordo dell'Iphigénie. In questa occasione visita Smirne, Rodi, Cipro, Laodicea, Tripoli, Beirut, Giaffa, Gerusalemme, e una parte della Terra santa.
Nel 1837, a bordo del vascello l'Hercule, raggiunge Gibilterra, Tangeri, Tenerife, sbarca a Bona in ottobre, e subito dopo fa rotta per raggiungere l'esercito francese che marcia contro Costantina. Ma il tempo e le difficoltà della rotta ritardano il suo arrivo fino al 17 ottobre, quando ormai la bandiera francese sventola sulle mura della città da 13 giorni.
Rimpiangendo di aver mancato una così bella occasione per conquistare la gloria, riprende la navigazione, esplora le coste del Senegal e visita Gorea. Allo stesso tempo effettua numerose missioni all'interno del Continente nero e rende visita ad alcuni capi tribù.
Successivamente, il Principe fa vela per il Brasile e arriva a Rio de Janeiro nel gennaio del 1838. Qui riceve la sua promozione al grado di capitano di corvetta.
Dal Brasile si dirige in Guyana, Cayenne, Martinica e Guadalupa. Visita quindi Washington, Filadelfia, Baltimora, le cascate del Niagara, New York, Boston.
Ovunque s'interessa ai costumi e alle usanze dei luoghi e ai differenti sviluppi della potenza marittima. Dopo dieci mesi di navigazione, sbarca a Brest l'11 luglio 1838.

### La guerra dei pasticcini
Nell'agosto del 1838, il Governo francese ordina il blocco dei porti messicani e a tal fine invia una squadra al comando del contrammiraglio Charles Baudin. Al Principe di Joinville, che parte da Brest il 1 settembre, viene assegnato il comando della Créole, una corvetta da 24 cannoni.
Il 27 novembre, l'ammiraglio impartisce l'ordine di attaccare San Juan de Ulúa, il forte posto a difesa della città di Veracruz.
Il 10 febbraio 1839, il Re gli conferisce la Legione d'onore e lo promuove al grado di capitano di vascello.

### L'incendio di Costantinopoli
Nel maggio 1839, il Principe prende il comando della fregata la Belle-Poule. S'imbarca quindi a Tolone per raggiungere la squadra comandata dall'ammiraglio Lalande.
Dopo la nomina a capo di Stato Maggiore della divisione navale, fa vela per il Levante e sbarca a Costantinopoli, dove uno spaventoso incendio minaccia i più ricchi quartieri della capitale. Il Principe accorre alla testa dei suoi marinai e dirige i soccorsi, grazie ai quali la città è messa fuori pericolo.
Da Costantinopoli, il Principe raggiunge la sua squadra a Smirne e sbarca a Tolone alla fine del mese di dicembre.

### Il trasferimento dei resti mortali di Napoleone

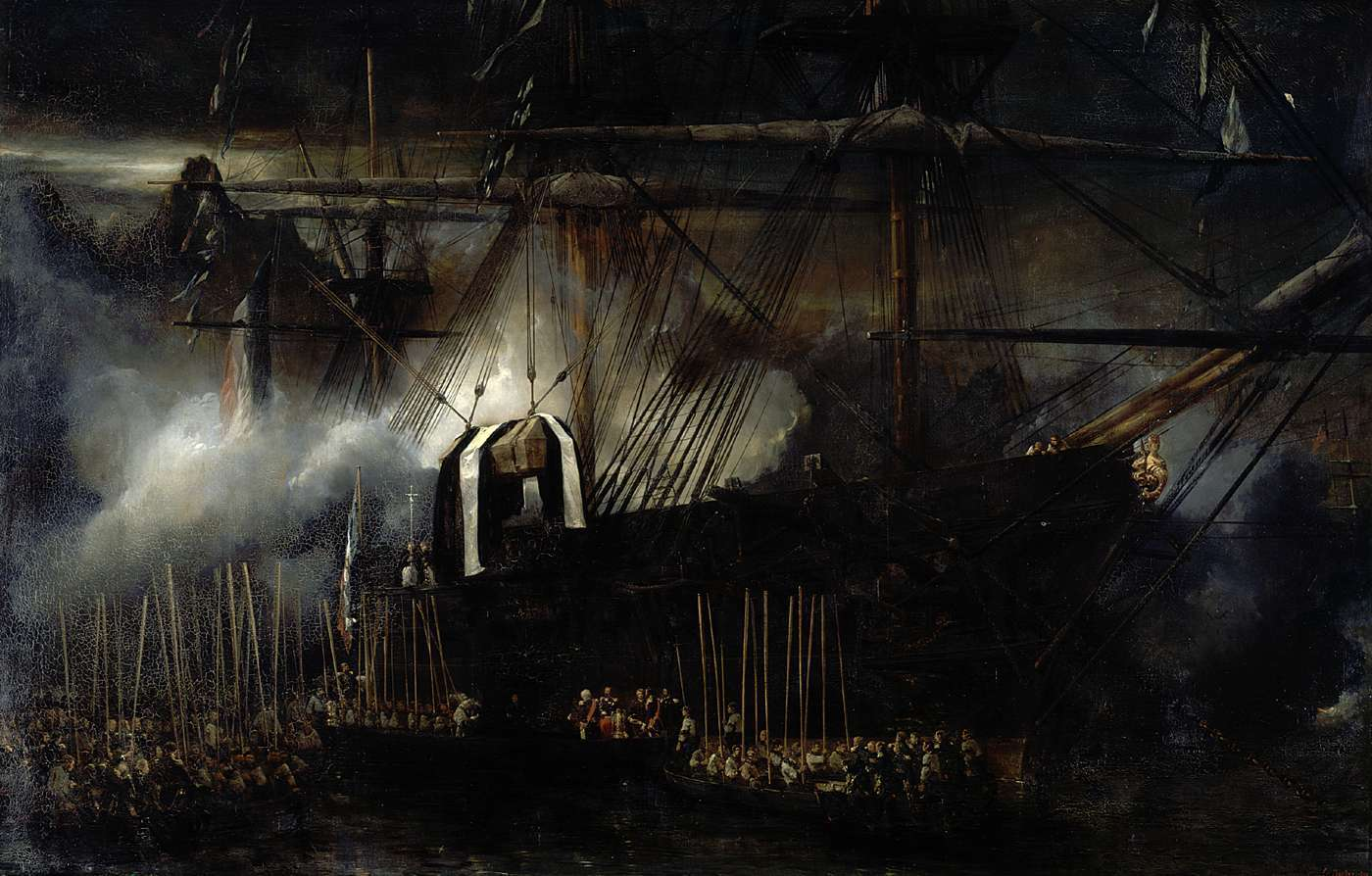
Il trasferimento delle ceneri di Napoleone a bordo della Belle Poule, il 15 ottobre 1840, Eugène Isabey

Nel 1840, il principe di Joinville partecipa al trasferimento in Francia dei resti mortali di Napoleone.

### I viaggi
Nel mese di maggio del 1841, le Principe di Joinville, a bordo della Belle-Poule, visita Amsterdam e tutti i porti e stabilimenti marittimi dei Paesi Bassi. Subito dopo fa vela per l'America, visita Capo Rosso, Halifax, New York, Filadelfia, Washington, e fa quindi ritorno in Europa passando da Lisbona, dove è ricevuto dalla regina Maria II.
Nel giugno 1842, è di nuovo a bordo della Belle-Poule nella squadra comandata dal vice-ammiraglio Hugon.  Accompagna il fratello duca d'Aumale a Napoli, poi a Lisbona, e quindi in Brasile, dove arriva il 27 marzo 1843.
Lo scopo di questo viaggio è di domandare in matrimonio la principessa Francesca di Braganza (1824-1898), figlia di Pietro I del Brasile.
Il 1º maggio 1843 è celebrato a Rio de Janeiro il matrimonio dei due e subito dopo il Principe di Joinville porta la giovane sposa in Francia.
Il 31 luglio 1843, il Principe è nominato contrammiraglio.

### Il Marocco
Nel 1844, il Governo francese, denunciando le reiterate aggressioni subite dai Marocchini e l'asilo da loro dato ad Abd el-Kader, chiede riparazioni e invia una squadra, sotto il comando del Principe di Joinville, sulle coste del Marocco.

### Attività politica, esilio, guerra di secessione e guerra prussiana
Appassionato al rapidissimo progresso tecnologico, presiede la commissione incaricata a studiare l'organizzazione di una marina a vapore e, in tale contesto, dà il suo appoggio all'ingegnere Dupuy de Lôme.
Sul piano politico, l'opposizione a Guizot accresce la sua popolarità.
Allo scoppio della rivoluzione del febbraio 1848, il Principe di Joinville si trova ad Algeri, presso il fratello duca d'Aumale, governatore dell'Algeria dal settembre 1847. Il 3 marzo, i due fratelli s'imbarcano sul Solon per l'Inghilterra.
Esiliato, il Principe partecipa con i nipoti alla guerra di Secessione in aiuto ai nordisti.
Rientrato in Francia nel 1870, combatte clandestinamente nella guerra franco-prussiana.
Nel 1871 è eletto deputato della Manica e dell'Alta Marna.
Reintegrato nel grado, è nuovamente escluso dalla Marina dalla legge d'esilio del 1886.

## Ascendenza
|                                     |                     |                                                     | Genitori                                      |  |  | Nonni |  |  | Bisnonni                           |  |  | Trisnonni                |  |
|                                     |                     |                                                     |                                               |  |  |       |  |  | Luigi Filippo I di Borbone-Orléans |  |  | Luigi di Borbone-Orléans |  |
|                                     |                     |                                                     |                                               |  |  |       |  |  | Luigi Filippo I di Borbone-Orléans |  |  | Luigi di Borbone-Orléans |  |
|                                     |                     | Augusta di Baden-Baden                              |                                               |  |  |       |  |  | Luigi Filippo I di Borbone-Orléans |  |  |                          |  |
| Filippo Égalité, Duca d'Orléans     |                     |                                                     |                                               |  |  |       |  |  | Luigi Filippo I di Borbone-Orléans |  |  |                          |  |
|                                     |                     | Luisa Enrichetta di Borbone-Conti                   | Luigi Armando II di Borbone-Conti             |  |  |       |  |  |                                    |  |  |                          |  |
|                                     |                     | Luisa Enrichetta di Borbone-Conti                   | Luigi Armando II di Borbone-Conti             |  |  |       |  |  |                                    |  |  |                          |  |
|                                     |                     | Luisa Enrichetta di Borbone-Conti                   | Luisa Elisabetta di Borbone-Condé             |  |  |       |  |  |                                    |  |  |                          |  |
| Luigi Filippo di Francia            |                     | Luisa Enrichetta di Borbone-Conti                   |                                               |  |  |       |  |  |                                    |  |  |                          |  |
|                                     |                     | Luigi Giovanni Maria di Borbone, Duca di Penthièvre | Luigi Alessandro di Borbone-Francia           |  |  |       |  |  |                                    |  |  |                          |  |
|                                     |                     | Luigi Giovanni Maria di Borbone, Duca di Penthièvre | Luigi Alessandro di Borbone-Francia           |  |  |       |  |  |                                    |  |  |                          |  |
|                                     |                     | Luigi Giovanni Maria di Borbone, Duca di Penthièvre | Marie Victoire de Noailles                    |  |  |       |  |  |                                    |  |  |                          |  |
| Luisa Maria Adelaide di Borbone     |                     | Luigi Giovanni Maria di Borbone, Duca di Penthièvre |                                               |  |  |       |  |  |                                    |  |  |                          |  |
|                                     |                     | Maria Teresa d'Este                                 | Francesco III d'Este                          |  |  |       |  |  |                                    |  |  |                          |  |
|                                     |                     | Maria Teresa d'Este                                 | Francesco III d'Este                          |  |  |       |  |  |                                    |  |  |                          |  |
|                                     |                     | Maria Teresa d'Este                                 | Carlotta Aglae di Borbone-Orléans             |  |  |       |  |  |                                    |  |  |                          |  |
| Francesco, Principe di Joinville    |                     | Maria Teresa d'Este                                 |                                               |  |  |       |  |  |                                    |  |  |                          |  |
|                                     | Carlo III di Spagna | Filippo V di Spagna                                 |                                               |  |  |       |  |  |                                    |  |  |                          |  |
|                                     | Carlo III di Spagna | Filippo V di Spagna                                 |                                               |  |  |       |  |  |                                    |  |  |                          |  |
|                                     | Carlo III di Spagna | Elisabetta Farnese                                  |                                               |  |  |       |  |  |                                    |  |  |                          |  |
| Ferdinando I delle Due Sicilie      | Carlo III di Spagna |                                                     |                                               |  |  |       |  |  |                                    |  |  |                          |  |
|                                     |                     | Maria Amalia di Sassonia                            | Augusto III di Polonia                        |  |  |       |  |  |                                    |  |  |                          |  |
|                                     |                     | Maria Amalia di Sassonia                            | Augusto III di Polonia                        |  |  |       |  |  |                                    |  |  |                          |  |
|                                     |                     | Maria Amalia di Sassonia                            | Maria Giuseppa d'Austria                      |  |  |       |  |  |                                    |  |  |                          |  |
| Maria Amalia di Borbone-Due Sicilie |                     | Maria Amalia di Sassonia                            |                                               |  |  |       |  |  |                                    |  |  |                          |  |
|                                     |                     | Francesco I di Lorena                               | Leopoldo di Lorena                            |  |  |       |  |  |                                    |  |  |                          |  |
|                                     |                     | Francesco I di Lorena                               | Leopoldo di Lorena                            |  |  |       |  |  |                                    |  |  |                          |  |
|                                     |                     | Francesco I di Lorena                               | Elisabetta Carlotta di Borbone-Orléans        |  |  |       |  |  |                                    |  |  |                          |  |
| Maria Carolina d'Asburgo-Lorena     |                     | Francesco I di Lorena                               |                                               |  |  |       |  |  |                                    |  |  |                          |  |
|                                     |                     | Maria Teresa d'Austria                              | Carlo VI d'Asburgo                            |  |  |       |  |  |                                    |  |  |                          |  |
|                                     |                     | Maria Teresa d'Austria                              | Carlo VI d'Asburgo                            |  |  |       |  |  |                                    |  |  |                          |  |
|                                     |                     | Maria Teresa d'Austria                              | Elisabetta Cristina di Brunswick-Wolfenbüttel |  |  |       |  |  |                                    |  |  |                          |  |
|                                     |                     | Maria Teresa d'Austria                              |                                               |  |  |       |  |  |                                    |  |  |                          |  |

### Eredità
Morto nel 1900, lascia dei gustosi Vieux Souvenirs (Vecchi ricordi) da lui stesso illustrati, numerosi studi sulla Marina, il governo britannico e la guerra di secessione.